# Królestwo Boże

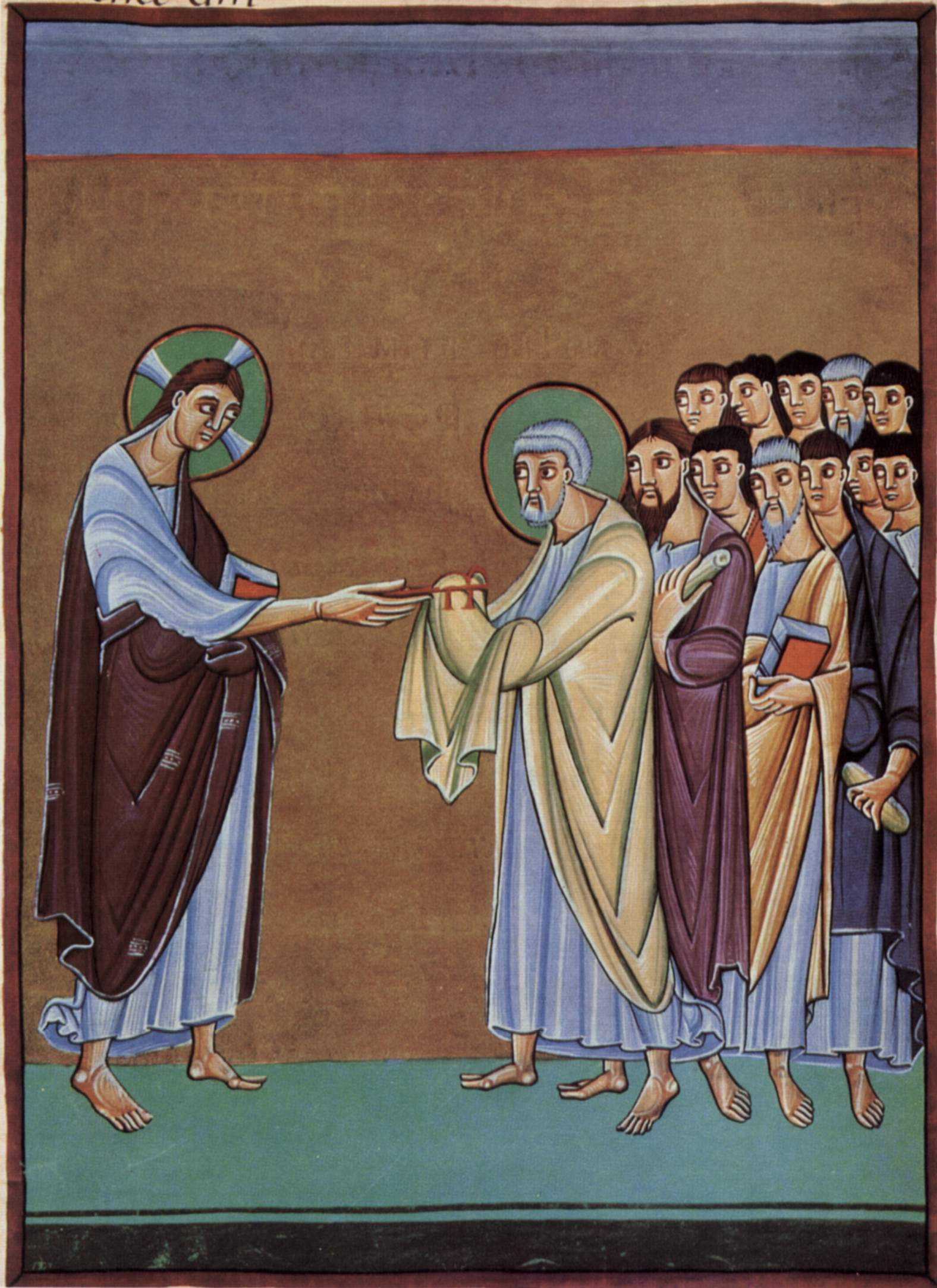
Chrystus przekazuje Piotrowi Apostołowi klucze królestwa Bożego (por. Mt 16,19), alegoria, obraz na pergaminie z XI w., miniatura z Perykop Henryka II. Ze zbiorów Bawarskiej biblioteki państwowej w Monachium

Królestwo Boże, Królestwo Niebieskie − pojęcie dotyczące odnowy świata przez zapowiadanego Mesjasza w teologii judaizmu i chrzescijaństwa, m.in. katolicyzmu, prawosławia, luteranizmu, ruchu zielonoświątkowego, które rozpoznają jego urzeczywistnienie w Jezusie Chrystusie i jego Kościele. Jezus nauczał o nim w  przypowieściach, wyjaśniając jego tajemnicę. Następnie głoszenie to przejęli apostołowie i inni uczniowie Jezusa jako Dobrą Nowinę (Ewangelię).

## W Izraelu i judaizmie

### Starożytny Izrael
W starożytnym Izraelu, królestwo Boże było rozumiane jako absolutne panowanie Boga nad swym ludem. Okres, kiedy dwanaście pokoleń (plemion) Izraela pod wodzą Mojżesza i Jozuego wędrowało po pustyni i zdobywało ziemię Kanaan był rozumiany jako okres wyższego porządku społecznego i panowania Pana – wiek idealny, złoty. Okres sędziów, którzy przewodzili Izraelowi był kontynuacją tego złotego wieku. Ta organizacja przetrwała znacznie dłużej niż wśród otaczających ludów. Moabici i Ammonici ustanowili u siebie monarchię zaraz po osadzeniu się. Dane biblijne znalazły potwierdzenie w wykopaliskach archeologicznych. Dla zapewnienia większej stabilności i obronności Izraela, instytucja królewska została jednak wprowadzona – najpierw w formie dziedzicznej władzy sędziów, miał ją np. Gedeon i jego syn Abimelek (por. Sdz 8,22). Tak rozumiana była władza Saula. Dążenie do ustanowienia króla było postrzegane w tym czasie jako sprzeczne z bezpośrednią władzą Pana nad swym ludem (Sdz 8,22, 23; 1 Sm 8,7). Przeważyły jednak względy praktyczne. Ostatecznie monarchia w Izraelu połączyła ustrój plemienny z rozwiązaniami zapożyczonymi od sąsiadujących społeczeństw. Ustrój królewski Izraela kształtował się pod wpływem wzorców kananejskich, mezopotamskich i egipskich. Proces tworzenia się monarchii teokratycznej zakończył się za panowania Dawida i jego syna Salomona.

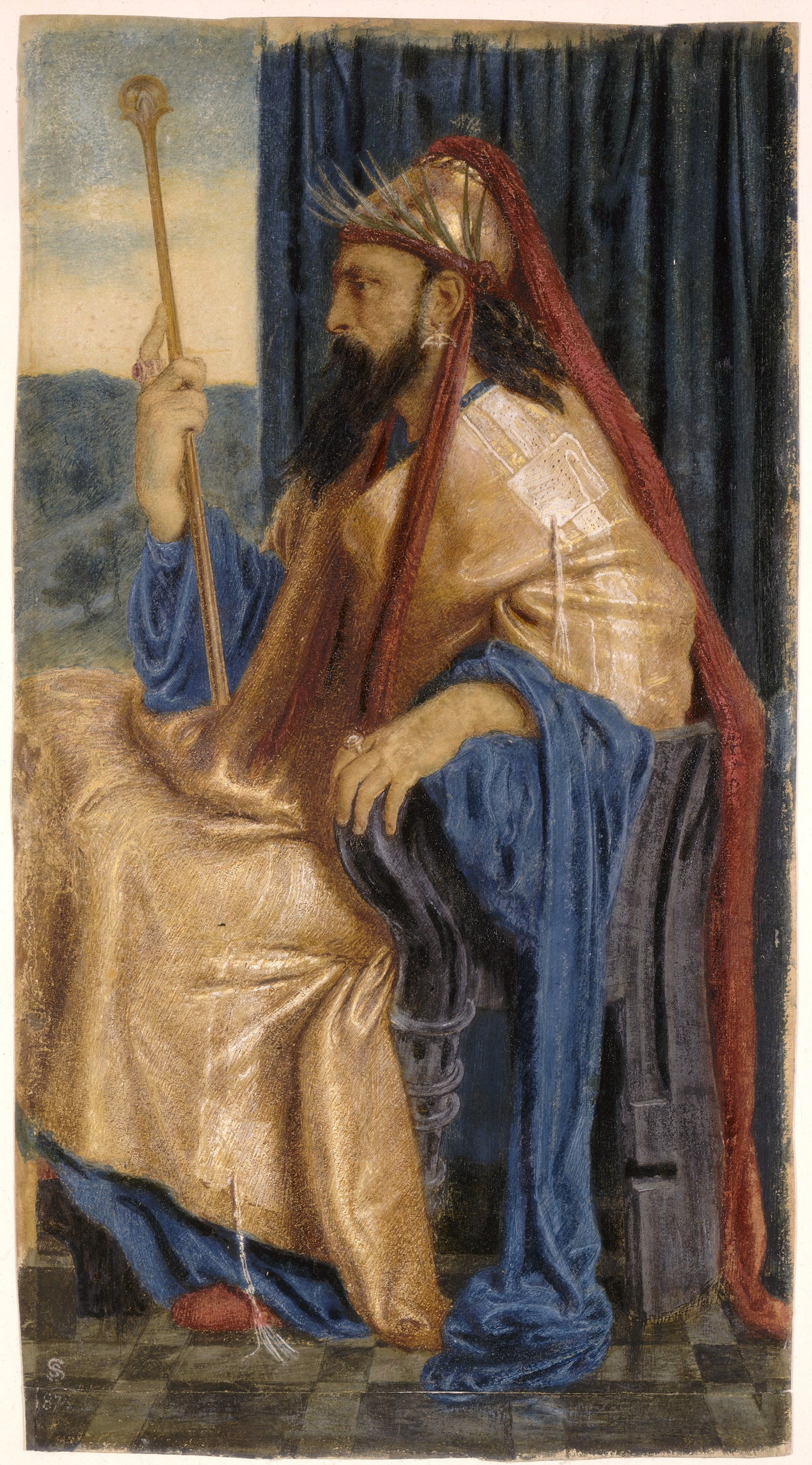
Król Salomon (ur. około 1000 p.n.e., zm. około 931 p.n.e.), za jego panowania w Izraelu królestwo Pana otrzymało zewnętrzną formę zbliżoną do królestw innych narodów. Tempera na papierze (ok. 1873 r.) brytyjskiego malarza Simona Solomona, National Gallery of Art w Waszyngtonie

Król był pomazańcem, namaszczonym Pana /(hebr.) Meshi'ah YHWH) – wybranym przez Boga. Tradycyjnie w czasie intronizacji nowego króla były śpiewane Psalmy 20, 101 oraz 110. Namaszczenie oznaczało zmianę statusu, uświęcenie i osadzenie na urzędzie. Istnienia podobnych zwyczajów namaszczania w sąsiednich narodach można domyślać się jedynie dzięki pośrednim  świadectwom, mimo to jest prawdopodobne, że Izrael naśladował ówczesne zwyczaje bliskowschodnie. Jednak wydaje się, że w żadnym sąsiednim społeczeństwie poza Izraelem termin Mashi'ah, namaszczony, Mesjasz nie był używany w odniesieniu do króla z całym tym znaczeniem, które miał u Żydów (por. 1 Sm 24,7; 2 Sm 7,14; 2 Sm 19,20–25). Księga Lamentacji 4,20 mówi:

Pomazaniec Pański – nasze tchnienie – schwytany został w ich doły, a myśmy o nim mówili: W jego cieniu będziemy żyć wśród narodów.

Jednym z głównych cech króla w wizji biblijnej było sądzenie w sposób prawy. Relacja między Bogiem i królem była opisywana jako relacja Ojciec–syn (por. 2 Sm 7,14; Ps 89[88], 27, 28; Ps 110[109],1; Ps 45[46],7).

### Judaizm
W judaizmie Królestwo Boże to świat jaki ma nastać jako królestwo samego Boga zwane również jako „Królestwo Wszechmogącego". Żydzi wierzą, że ich powinnością, posłannictwem jest już teraz „doskonalenie świata poprzez Królestwo Wszechmogącego" („L’takken olam b’malkut Szaddaj"). Mówienie w takim sensie o Królestwie zakłada, że wszelkie działania Żydów polegające na naprawianiu, doskonaleniu świata (np. etyczne postępowanie względem siebie nawzajem) dokonują się w odwołaniu do władzy Boga nad światem i Jego pomocy. Każdy wierzący, przyjmujący Boga Abrahama, Izaaka i Jakuba przyjmuje już teraz to Królestwo Boga, które ma dopiero w pełni nadejść. Żydzi nie tyle czekają na świat jaki ma nadejść co skupiają się na działaniu tu i teraz w celu naprawiania tego świata poprzez korzystanie z wolnej woli w celu zbliżania się do Boga. Takie życie zgodnie z zasadami prawa Mojżesza zapewnia Żydom udział „w świecie jaki ma nadejść" (olam haba), a nie-Żydom życia zgodnego z zasadami potomków Noego. Rozpoczęcie się w pełni Królestwa Bożego charakteryzują słowa Księgi Izajasza Iz 2:2, 3, lecz do tego czasu zadaniem Żydów jest nie tyle skupianie się na przyszłym czasie lecz bycie tu i teraz „światłem dla narodów" (Iz 42:6).
W pojęciu żydowskim czasów, gdy formowały się Ewangelie, Królestwo Boże istniało w dwóch znaczeniach: Bóg jako król swego ludu, oraz w znaczeniu czegoś co ma się objawić (por. Dn 7,18).

## Chrześcijaństwo

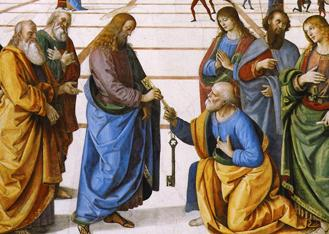
Jezus przekazuje Piotrowi klucze królestwa niebieskiego, fragment fresku z Kaplicy Sykstyńskiej pędzla Pietro Perugino

Chrześcijaństwo rozwinęło nauczanie judaizmu na temat królestwa Bożego i związało go z osobą i imieniem Jezusa Chrystusa. Zapowiadaną przez proroka Daniela interwencję Boga i jego Mesjasza (por. Dn 2,28.44.45), mającą unicestwić bunt grzechu i zaprowadzić królowanie Boga, chrześcijanie uznali za spełnioną w swym Mistrzu. Według wiary chrześcijańskiej, Jezus nie tylko ogłosił bliskie nadejście królestwa Bożego (por. Mt 4,17.23; Łk 4,43), lecz także je zrealizował. Uczynił to w sposób zaskakujący dla swych współczesnych, nie przez działania polityczne czy patriotyczne powstanie, lecz duchowo (por. Mk 11,10; Łk 19,11; Dz 1,6; Mk 1,34; J 18,36). Odniósł do siebie starotestamentalne tytuły „Syna Człowieczego” (Mt 8,20+) i „Sługi” (Mt 8,17; Mt 20,28; Mt 26,28) i rzeczywiście dokonał tego, co one zapowiadały: przez swe Misterium paschalne przyniósł zbawienie, wyzwalając ludzi spod władzy królestwa szatana (por. Mt 4,8; Mt 8,29; Mt 12,25. 26).

### Teologia biblijna

#### Stary Testament
Idea Boga jako króla nad Izraelem pojawiła się w Biblii dopiero po osiedleniu się Żydów w Kanaanie (por. Sdz 8,23; 1 Sm 8,7). Według autorów natchnionych, panowanie Boga jest odwieczne (Wj 15,9), w całym świecie (Psalmy: 24,7–10; 11,4; 103,19; 47,3; 93,1n; 95,3nn). Bóg króluje nad wszystkimi narodami (Jr 10,7.10), lecz szczególnie nad Narodem Wybranym – Izraelem. Na mocy przymierza na Synaju naród ten jest określany jako „królestwo kapłanów i lud święty” (Wj 19,6). Bóg, jako „Wielki Król” panuje wśród swojego narodu w Jerozolimie (Ps 48,3; Jr 8,19). Jahwe Zastępów panuje nad losami całego świata (Iz 6,5), a w Izraelu szczególnie przez Prawo-Torę. Jest to więc panowanie moralne, a nie polityczne. To odróżniało rozumienie królowania Bożego przez Żydów, od wszystkich starożytnych sposobów ukazywania królewskiej władzy bóstw wśród narodów.
W okresie rozpadu królestwa Izraela temat bezpośredniego panowania Boga znów stał się ważny. Pojawiły się też przepowiednie przyszłego Pomazańca-Mesjasza w czasach ostatecznych. Po niewoli babilońskiej jest ono opiewane w psalmach (Psalmy 47 oraz 96–99; por. Iz 24,23). W czasach prześladowań za panowania Antiocha Epifanesa, apokaliptyczne proroctwa Daniela odnowiły wiarę w spełnienie obietnic wcześniejszych proroków zapowiadających zbudowanie królestwa Bożego nie ręką ludzką uczynionego, na ruinach imperiów ludzkich (Księga Daniela 2,4). Po zwycięstwie nad „Bestią”, symbolizującą ziemskie królestwa, dokona się sąd, i władza powszechna nad światem zostanie przekazana „Synowi Człowieczemu i ludowi świętych Najwyższego” (Dn 7,4.27, por. Mdr 3,8).

#### Nowy Testament

##### Jezus
Nauka o królestwie Bożym zajmowała centralne miejsce w misji Jezusa Chrystusa. Od samego początku swej publicznej działalności głosił on Dobrą Nowinę, Ewangelię o Królestwie (por. Mt 4,23; 9,35). Liczne cuda, uzdrowienia, cudowne nakarmienie tłumów, a nawet wskrzeszenia, o których piszą Ewangelie, były znakami potwierdzającymi nadejście królestwa. Żydzi, którzy rozumieli Pisma, po cudownym rozmnożeniu chleba chcieli obwołać Jezusa królem (por. J 6,15). Królestwo, które Jezus głosił i realizował, usuwało panowanie szatana, grzechu i śmierci (por. Mt 12,28).

##### Apostołowie
Apostołowie byli tymi, których Jezus wybrał specjalnie po to, by w jego imieniu głosili i urzeczywistniali Ewangelię o królestwie (por. Mt 10,7). Rzeczywiście, po zesłaniu Ducha Świętego cała ich działalność i nauczanie koncentrowały się wokół tematu królestwa ustanowionego przez Jezusa. Filip ewangelizujący w Samarii, ściśle łączył imię Jezusa z królestwem: „nauczał o królestwie Bożym oraz o imieniu Jezusa Chrystusa (=Mesjasza)” (por. Dz 8,12).
Centralne miejsce królestwa Bożego w działalności i nauczaniu św. Pawła Apostoła ukazują Dzieje Apostolskie. Paweł w synagogach „przekonywał o królestwie Bożym” (Dz 19,8). W Efezie, podsumowując swoje głoszenie wobec zapowiedzi zbliżającej się śmierci wymienił królestwo jako treść całego jego nauczania: Wiem teraz, że wy wszyscy, wśród których po drodze głosiłem królestwo, już mnie nie ujrzycie (Dz 20,25; por. Dz 28,23 i 31; Dz 14,22; 1 Tes 2,12). W Liście do Galatów opisał występki, które uniemożliwią odziedziczenie królestwa Bożego: Jest zaś rzeczą wiadomą, jakie uczynki rodzą się z ciała: nierząd, nieczystość, wyuzdanie, uprawianie bałwochwalstwa, czary, nienawiść, spór, zawiść, wzburzenie, niewłaściwa pogoń za zaszczytami, niezgoda, rozłamy, zazdrość, pijaństwo, hulanki i tym podobne. Co do nich zapowiedziałem: ci, którzy się takich rzeczy dopuszczają, królestwa Bożego nie odziedziczą (Ga 5,19–21). W innym miejscu dodał We czci niech będzie małżeństwo pod każdym względem i łoże małżeńskie nieskalane, gdyż rozpustników i cudzołożników osądzi Bóg (Hbr 13, 4,5).

##### Stopniowe objawienie i urzeczywistnienie królestwa Bożego
Królestwo Boże, według słów samego Jezusa, jest rzeczywistością, którą nie wszyscy pojmują. Różni się od jakiegokolwiek innego ziemskiego królestwa, jest „nie z tego świata” (J 18,36). Tajemnice królestwa są objawiane przez Ojca niebieskiego osobom o prostym, pokornym sercu, „dzieciom” (Mt 18, 3).
Rozumienie tajemnic królestwa wśród ludzi dokonywało się w trzech etapach. Najpierw, za życia Jezusa, przez przypowieści. Następnie, Chrystus po zmartwychwstaniu, jak podają Dzieje Apostolskie, „ukazywał się uczniom przez czterdzieści dni i mówił im o królestwie” (Dz 1,3). Z kolei po Zesłaniu Ducha Świętego, misję wprowadzenia uczniów w pełnię prawdy ma posłany przez Ojca, w imię Jezusa, Duch Święty (por. J 16,13; 14, 26).
Królestwo Boże zasiewane jest w sercach ludzkich, gdy głoszone jest „słowo królestwa” na wzór ziarna rzucanego w ziemię urodzajną lub nieurodzajną (por. Mt 13,3–9.18–23). Jest ono przyrównane do małego ziarnka gorczycy, które rośnie niezależnie od świadomości siewcy – głoszącego słowo Boże (por. Mk 4,26–29). Innym obrazem użytym w Ewangeliach jest zaczyn ciasta. Królestwo jest jak zaczyn dodany do mąki świata, „aby się wszystko zakwasiło” (Mt 13,33; Łk 13,20). Królestwo jest najpierw w posiadaniu „małej trzódki” (Łk 12,32), lecz z czasem staje się ogromną rzeczywistością ogarniającą wszystkie narody, przyrównaną do wielkiego drzewa (por. Mt 13,31n; Mk 4, 30–32; Łk 13,18n). Według Jezusa królestwo Boże nie jest rzeczywistością widzialną, jest czymś wewnętrznym (por. Łk 17,20). Jednak można je dostrzec. Odróżnia się dobrą pszenicę od kąkolu (Mt 13,24). Widzialnym obliczem królestwa jest Kościół, choć jednocześnie jego struktura nie jest strukturą królestwa ziemskiego. Kościół w osobie apostoła otrzymał od Chrystusa klucze, którymi może otwierać lub zamykać dostęp do królestwa niebieskiego (por. Mt 16,18). Kościół jest powołany do dawania świadectwa o królestwie w czasie pośrednim, to znaczy między wniebowstąpieniem Jezusa, a jego powtórnym przyjściem na sąd. Przy końcu tego czasu pośredniego, królestwo rozwinie się jak roślinność na wiosnę (por. Łk 21,31). Uczniowie modlą się o nadejście pełni królestwa w Modlitwie Pańskiej, wołając do Ojca „Przyjdź królestwo Twoje!” (Mt 6,10). Wraz z nadejściem pełni królestwa dokona się misterium paschalne. Będzie miała miejsce uczta eschatologiczna, podczas której zaproszeni ze wszystkich narodów „zasiądą za stołem w królestwie Bożym” z Abrahamem, ojcem wiary, patriarchami i prorokami (por. Łk 13,28-30; por Łk 14,15; Mt 22, 2-10; 25,10). Ci, którzy okażą się godni, poprzez czyny miłosierdzia względem „najmniejszych braci Jezusa”, odziedziczą królestwo (por. Mt 25,34.40). Dokona się to po zmartwychwstaniu oraz chwalebnym przemienieniu ciał zmarłych (por. 1 Kor 15,50; por. 1 Kor 6,10; Ga 5,21; Ef 5,5).

### Katolicyzm
Według określenia, jakie podaje Katechizm Kościoła Katolickiego, Kościół jest zalążkiem i początkiem tego królestwa. Jego klucze zostały powierzone Piotrowi (KKK 567; por. Mt 16,19). Wszyscy ludzie są powołani przez Boga by być uczestnikami królestwa. Wcześniej zaproszony był do niego Izrael, wraz z przyjściem Chrystusa zaproszenie zostało rozszerzone na wszystkie narody. Warunkiem uczestnictwa w nim jest przyjęcie słowa Jezusa (KKK 543; por. Lumen gentium, 5; Mk 4,14.26-29 i par. ewangelie synoptyczne).
Współczesna myśl posoborowa czerpie z wizji ojców Kościoła, którzy bardzo wyraźnie utożsamiali Chrystusa i Kościół jako jego ciało z królestwem Bożym. Henri de Lubac przestrzega przed odchodzeniem od wizji wyrażonej przez Augustyna z Hippony:

„Żyjmy już teraz w tym Kościele, żyjmy w górnym Jeruzalem — powie Augustyn — ażebyśmy nie zginęli na wieki" (In psalm. 124, n. 4). I jeszcze raz: „Obecny Kościół jest królestwem Chrystusa i królestwem Boga" (Sermo 125). W tej syntetycznej wizji Tajemnicy Kościół jest utożsamiany z Chrystusem, jego Oblubieńcem, który sam w sobie stanowi królestwo — autobasileia, jak powie Orygenes. I ta właśnie wizja odpowiada najgłębszej logice chrześcijańskiej eschatologii. Zrezygnowanie z niej prowadzi prostą drogą do niezliczonych niekonsekwencji w myśleniu i praktyce.

Jak zauważył Christoph Schönborn, w nauczaniu zarówno Augustyna z Hippony jak i Tomasza z Akwinu mowa jest o istnieniu dwóch kolejnych stanów Kościoła: (łac.) teraz i później (łac. nunc et tunc), obydwa są już królestwem Bożym, z tym że teraz jest stanem tymczasowym, później zaś stanem ostatecznym królestwa.
Pojmowaniu królestwa Bożego w Kościele katolickim współcześnie poświęcił Jan Paweł II cały drugi rozdział (nn.12–20) swej encykliki Redemptoris missio (1990 r.). Papież pisał w niej, że królestwo Boże utożsamia się z osobą Chrystusa. Po zmartwychwstaniu Bóg zapoczątkował w Nim królestwo zapowiadane przez proroków, które „budowane jest stopniowo w człowieku i w świecie poprzez tajemniczą więź z Jego osobą” (n.16). Wbrew niektórym zsekularyzowanym koncepcjom królestwa Bożego – które opisują je w kategoriach «antropocentrycznych», skupiających się na ziemskich potrzebach człowieka i na budowaniu pokoju między religiami, kulturami i społeczeństwami na ziemi – nie można, według papieża, królestwa Bożego „odłączać ani od Chrystusa ani od Kościoła” (n.18).
Królestwo Boże może więc być pojmowane jako rzeczywistość już obecna, bliska, urzeczywistniająca się w Kościele, bądź też eschatologiczna, która dopiero objawi się w czasach ostatecznych.

### Protestantyzm
Dla Marcina Lutra królestwo Boże tożsame jest ze zbawczym działaniem Boga w Chrystusie, aktualizującym się poprzez moc Ducha Świętego. Królestwo Boże ma zarówno wymiar teraźniejszy, jak i przyszły. W teraźniejszości realizuje się poprzez wiarę w Słowo Boże i wyzwolenie człowieka od władzy szatana, w wieczności poprzez ostateczne pokonanie śmierci, grzechu i piekła. Luter w swym wykładzie prośby „przyjdź królestwo Twoje” podkreśla jednak teraźniejszy charakter królestwa. Odróżnia go to od późnośredniowiecznego wykładu, który akcentował wymiar eschatologiczny królestwa, powiązany z przyjściem Chrystusa na sąd, i konieczność zasłużenia na przyszłe królestwo. Sferą, w której realizuje się królestwo Boże w swym doczesnym wymiarze, jest Kościół. Luter podkreśla, że królestwo Boże jest dziełem Bożym, a nie ludzkim. Ludzie nie są twórcami królestwa, ani nie zasługują na nie, lecz to Bóg swym zbawczym działaniem czyni wybranych jego uczestnikami.
Protestancka teologia liberalna XIX i początku XX wieku uważała królestwo Boże za wielkość rozwijającą się w świecie. Utożsamiano je z postępem kulturowym dokonywującym się dzięki nauce Ewangelii. Z tego powodu nurt ten nazywano protestantyzmem kulturowym. Działanie w świecie rozumiano jako służbę Bogu, która przybliża królestwo Boże.
Krytykiem teologii liberalnej był Karl Barth. Jego zdaniem królestwo Boże jest wyłącznym i powszechnym panowaniem Boga, jego Słowa i Ducha, w całej sferze stworzenia. Panowanie to urzeczywistnia się w świecie w Jezusie Chrystusie. Sam Chrystus jest królestwem Bożym w całej jego doskonałości, w nim panowanie Boże zostaje zainaugurowane. Barth podziela w tym zakresie ujęcie Orygenesa (Chrystus jako autobasileia). W Chrystusie Król i królestwo, Pan i panowanie stanowią jedno. Jak stwierdza, zapisane w ewangeliach synoptycznych słowa Jezusa „przybliżyło się królestwo Boże” i zawarte w Ewangelii Jana stwierdzenie ego eimi – „ja jestem” – są w istocie materialnie tożsame.
Barth rozważa również związek pomiędzy Królestwem Bożym a Kościołem. Królestwo Boże nie jest tożsame z Kościołem. Panowanie Boże nie urzeczywistnia się w nim sposób doskonały, tak jak ma to miejsce w zmartwychwstaniu Chrystusa i jego ponownym przyjściu. Kościół jest społecznością grzesznych ludzi powołanych do społeczności świętych. Modli się on nieustannie o bezpośrednie, uniwersalne i ostateczne nadejście Królestwa. Niemniej, dzięki działaniu Ducha Świętego, Królestwo Boże w niedoskonały i prowizoryczny, lecz zarazem autentyczny sposób urzeczywistnia się w Kościele. Zmartwychwstały Chrystus panuje nad Kościołem jako jego niebiańska Głowa, rządząc nim i kierując przez swego Ducha. Jako Ciało Chrystusa, ziemsko-historyczna forma jego egzystencji, Kościół nie jest alter Christus, drugim Chrystusem, ale obrazem niepowtarzalnie jednego Chrystusa (2 Kor 3,18). Urzeczywistnione w Chrystusie panowanie Boga stanowi źródło życia i wzrostu wspólnoty. Kościół stanowi obraz i podobieństwo Królestwo Bożego, i przez to jego egzystencja ma charakter prorocki, wskazując poza siebie na urzeczywistnioną w Chrystusie i oczekiwaną rzeczywistość panowania Bożego.
Związek pomiędzy królestwem Bożym a Kościołem rozważa również Eberhard Jüngel. Jego zdaniem Kościół w swej służbie wobec całego świata stanowi duchowy obraz nadchodzącego królestwa Bożego. Jüngel podkreśla także związek królestwa Bożego ze sferą polityki. Według niego Kościół przez swe zwiastowanie reprezentuje wezwanie Ewangelii w stosunku do państwa, by przez swe prawodawstwo stało się ono świeckim obrazem nadchodzącego królestwa.

### Świadkowie Jehowy
Świadkowie Jehowy wierzą, że Królestwo Boże to realny rząd, który jest jedyną nadzieją dla ludzkości i usunie przyczyny ludzkich cierpień; z tego też powodu unikają wszelkiego angażowania się w doczesne sprawy polityczno-samorządowe narodów i społeczności lokalnych – chociaż biorą udział w pracach społecznych. Jest to rząd, znajdujący się już w Niebie (od roku 1914), złożony z Jezusa (króla) oraz 144 000 wybranych pomazańców (tzw. pierwsze owce, których liczba nie jest do dziś wypełniona), namaszczonych duchem chrześcijan, który zapanuje nad Ziemią po Armagedonie. Wierzą, że już niedługo zostaną zniszczone wszystkie rządy i religie, a Jehowa Bóg zaprowadzi nowy system, w którym zapanuje sprawiedliwość i pokój, położy kres wojnom, chorobom, klęskom głodu, a nawet śmierci. Pozostali zbawieni ludzie będą żyć w raju na przemienionej ziemi, na podobieństwo Adama i Ewy. Jezus Chrystus będzie królował nad ziemią przez 1000 lat – przez ten okres ludzkość będzie doprowadzona do doskonałości, nastąpi zmartwychwstanie osób, które na to zasługują oraz zostanie unicestwiony Szatan – po czym Jezus odda władzę swemu Ojcu, Jehowie, który będzie królował wiecznie, a jego poddani będą w doskonałości żyli wiecznie na ziemi.

## Islam
Termin „królestwo Boga” jako taki nie pojawia się w Koranie. W nowoczesnym języku arabskim słowo królestwo brzmi mamlaka (المملكة), w Koranie pojawia się słowo o tym samym korzeniu mul'kan (مُّلْكًا), rozumiane jako Niebiosa, np. w 4:54 "Lub czy zazdroszczą oni rodzajowi ludzkiemu za to co Allah dał mu jako swoją zdobycz? Lecz My daliśmy już ludowi Abrahama Księgę Mądrości i ustanowiliśmy nad nimi wielkie królestwo". Także w 6:75:  "Przeto ukazaliśmy Abrahamowi królestwo nieba i ziemi.".